# So Press
So Press est un éditeur de presse indépendant basé à Paris. Il édite notamment les titres So Foot et Society.

## Historique
Fondé en 2003 par Sylvain Hervé, Guillaume Bonamy et Franck Annese, So Press est principalement connu pour avoir lancé So Foot, mensuel consacré au football diffusé à environ 50 000 exemplaires. En 2009, il lance Doolittle, trimestriel destiné aux parents.
Le groupe s'est depuis diversifié en éditant depuis 2012 un mensuel de cinéma So Film en collaboration avec Capricci, puis un magazine d'actualité généraliste Society,. Doolittle devient en 2017 un hors-série de Society publié tous les six mois.
En 2015, le groupe vend 220 000 magazines par mois.
So Press rachète la société Detroit Media en 2018 qui publiait le magazine musical Tsugi.
En 2020 sort le magazine So Good dont le but est de « mettre en avant ceux qui œuvrent pour un monde meilleur ».
Fin janvier 2025, Franck Annese annonce le lancement pour le 6 mars 2025 de Society +, une plateforme avec 200 documentaires disponibles et une vingtaine de films diffusés par an.

## Structure
Présidé par Franck Annese, le groupe est dirigé par Eric Karnbauer. Brieux Férot est directeur du développement et Baptiste Lambert occupe le poste de directeur administratif et financier.
So Press compte comme actionnaires Franck Annese, Pierre-Antoine Clapton, Renaud Le Van Kim, Édouard Cissé, Serge Papin, Patrice Haddad, Robin Leproux et Stéphane Régy.

## Publications
- So Foot ;
- Doolittle ;
- So Film ;
- Society ;
- So Foot junior ;
- Pédale! (cyclisme)[9] ;
- Tampon! (rugby) ;
- Trashtalk (basket) ;
- Running Heroes Society (course à pied)[10] ;
- Dada (équitation) ;
- Tsugi ;
- L'Étiquette (mode)[11] ;
- 40-A (tennis)[12] ;

## Autres activités
So Press possède une régie publicitaire (H3), une société de production de films (So Films), un label musical (Vietnam), une structure pour l’événementiel (Doli Events), ainsi qu'une radio (So Good Radio).